# Осада Телль-Калаха
Осада Телль-Калаха (араб. حصار تلكلخ مايو 2011‎) — операция Сирийских арабских вооружённых сил проводившаяся с 14 мая по 19 мая 2011 года. Сирийские власти заявили, что цель операции — освободить город от террористов, в то время как, по мнению сирийской оппозиции, истинная цель правительственных вооружённых сил — подавление демократических протестов в городе.

## Операция
15 мая сирийские военные вошли в город Телль-Калах, расположенный на границе с Ливаном. Затем последовали сообщения о том, что военные убивают членов сирийской оппозиции. В основном информация поступала от гражданских лиц, бежавших за
реку Кабир в Ливан, спасаясь от насилия.
По данным сирийской оппозиции, 16 мая жертвами вооружённых сил стали несколько человек,18 мая погибли ещё восемь. Люди были убиты из автоматического оружия. В основном события разворачивались в районе Харель-аль-Бордж и на окраине города.
19 мая операция была завершена, и власти Сирии начали вывод войск с территории города.